# Odontomyia pilimana
Odontomyia pilimana är en tvåvingeart som beskrevs av Friedrich Hermann Loew 1866. Odontomyia pilimana ingår i släktet Odontomyia och familjen vapenflugor. Inga underarter finns listade i Catalogue of Life.